# Meshari

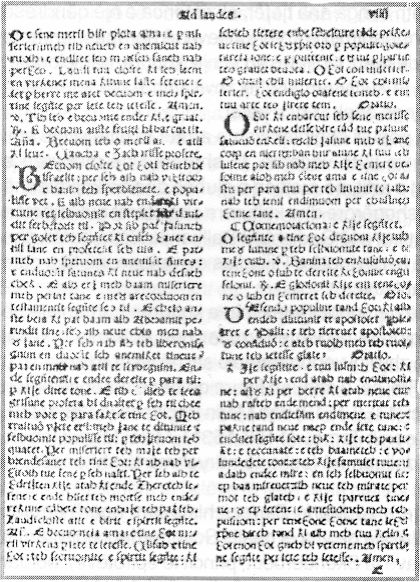
Pagina dal Meshari

Meshari è il titolo in lingua albanese, corrispondente all'italiano "Messale", con cui è noto il più antico documento letterario in lingua albanese: la traduzione dal latino del Messale Romano fatta dall'ecclesiastico albanese Gjon Buzuku nel XVI secolo.

## Storia
Esiste un unico esemplare dell'edizione del Meshari, conservato nella Biblioteca Apostolica Vaticana, mutilo di almeno sedici pagine. La copia, scoperta nel 1910 da mons. Paolo Schirò, comprendeva inizialmente 188 pagine numerate. Sfortunatamente l'esemplare vaticano è privo del frontespizio e delle prime sedici pagine; pertanto non sono noti né il titolo esatto, né il luogo e l'anno di pubblicazione. Tuttavia il colophon finale, in lingua albanese, riporta il nome dell'autore, e il periodo della composizione (dal 20 marzo 1554 al 5 gennaio 1555).

## Contenuto
L'opera contiene, nell'ordine:
- l'ufficio della Madonna
- i sette Salmi penitenziali
- le Litanie dei santi
- numerosi brani tratti dal catechismo tridentino
- messe

## Lingua
Il testo è redatto nel dialetto ghego del XVI secolo. Dall'analisi del testo, tuttavia, si ricava che nel XVI secolo le differenze fra il ghego e il tosco erano minori di quelle attuali. L'opera è pertanto di estrema importanza per ricostruire la storia della lingua albanese.

## Edizioni del Messale
- Gjon Buzuku, Il Messale di Giovanni Buzuku. Riproduzione, traduzione e trascrizione a cura di Namik Ressuli. Città del Vaticano : Biblioteca Apostolica Vaticana, 1958
- Gjon Buzuku, Meshari I Gjon Buzukut : (1555). Botim kritik punuar nga Eqrem Cabej. Tirane : Universiteti shteteror. Instituti i historise e i gjuhesise, 1968